# دار الحنش (ذمار)
دار الحنش هي إحدى قرى الجمهورية اليمنية. تتبع جغرافيا لمحافظة ذمار وإداريًا لمديرية عنس. يبلغ تعداد سكانها 1279 نسمة حسب الإحصاء الذي أجري عام 2004.